# Aloe diolii
Aloe diolii är en grästrädsväxtart som beskrevs av Leonard Eric Newton. Aloe diolii ingår i släktet Aloe och familjen grästrädsväxter.
Artens utbredningsområde är Sudan. Inga underarter finns listade i Catalogue of Life.

## Bildgalleri

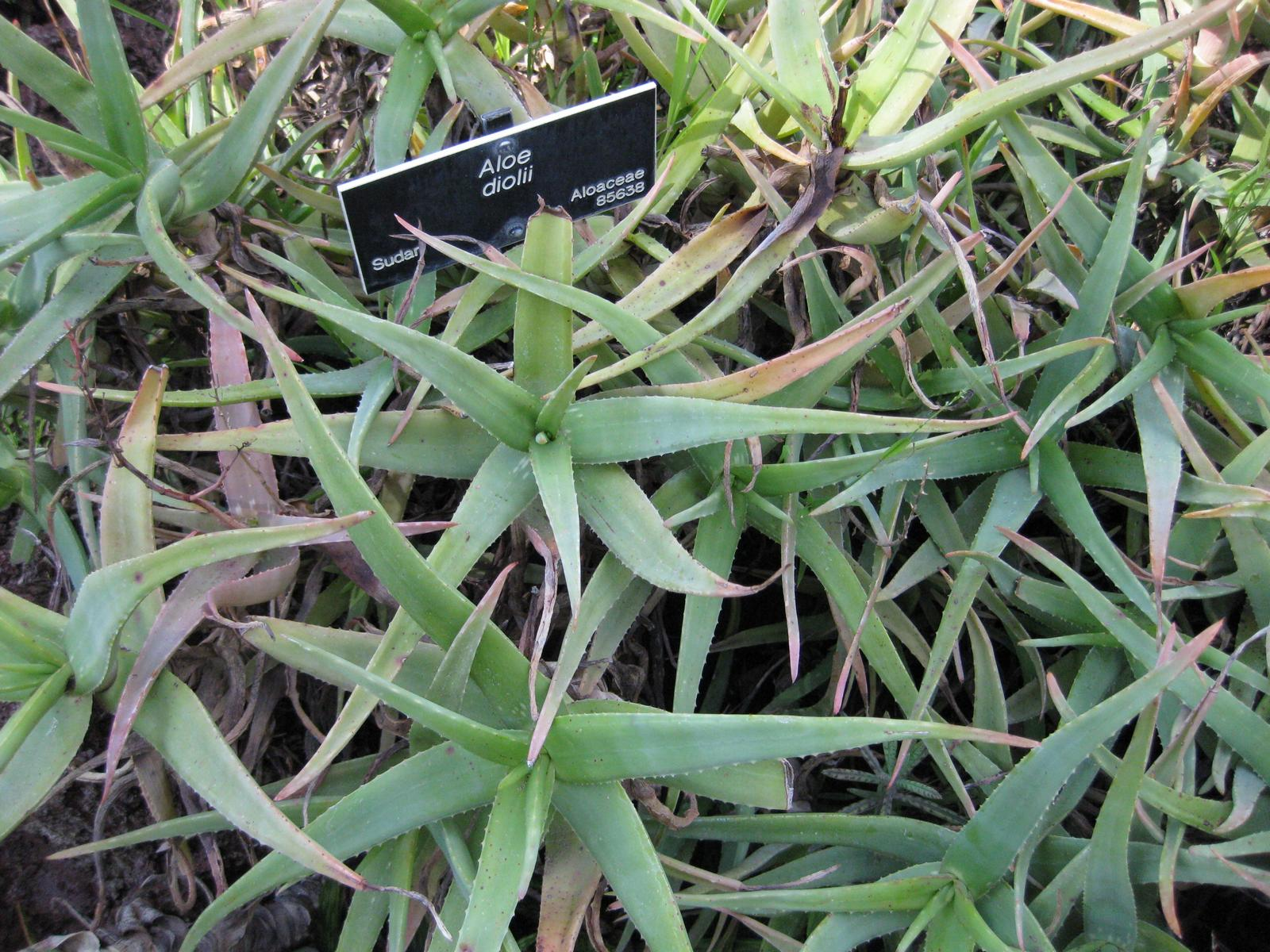